# Dona Flor e Seus Dois Maridos
Dona Flor e Seus Dois Maridos is een Braziliaanse filmkomedie uit 1976, geregisseerd door Bruno Barreto. De film is gebaseerd op het gelijknamige boek van Jorge Amado uit 1966.
In 1982 verscheen er een Amerikaanse versie van deze film getiteld Kiss Me Goodbye.

## Verhaal
Vadinho (José Wilker), Flors onverantwoordelijke en wilde echtgenoot, valt dood neer bij een straatcarnavalsfeest. Flor (Sônia Braga) is de enige die vindt dat zijn dood een gemis is. Dit omdat hij bovenal een geweldige minnaar was. Flors vrienden en familie zien de dood van Vadinho als een kans voor Flor om geluk te vinden na de ellende die hij haar heeft gebracht.
Later krijgt Dona Flor verkering met de respectabele maar saaie apotheker Teodoro (Mauro Mendonça), met wie ze trouwt. Teodoro behoort tot de betere kringen van Bahia, kleedt zich elegant en behandelt Flor als een dame. Hij is het tegenovergestelde van Vadinho en bereikt weinig in bed.
Op de verjaardag van zijn dood, verschijnt de geest van Vadinho aan Flor en verklaart dat zij hem vroeg om het bed met haar te delen. Flor is de enige die hem kan zien en horen. Ze protesteert omdat ze nu hertrouwd is en beloofd heeft trouw te zijn aan Teodoro, maar Vadinho lacht tijdens de pathetische pogingen van Teodoro om de liefde met haar te bedreigen. Ze geeft uiteindelijk toe en leeft gelukkig met beide echtgenoten.